# 市原昌三郎
市原 昌三郎（いちはら しょうざぶろう、1922年（大正11年）3月9日 - 2010年（平成22年）1月2日）は、日本の法学者。専門は行政法。一橋大学名誉教授。1997年勲二等瑞宝章受章。

## 経歴
千葉県千葉郡津田沼町（現：習志野市）生まれ。千葉県立千葉中学校（現：千葉県立千葉高等学校）を経て、1940年4月東京商科大学（現：一橋大学）予科入学。1943年から学徒出陣により東部第64部隊入隊、1944年南方戦線に従軍、1945年ボルネオ島で終戦を迎え、マンガル第8収容所収容、1946年帰国し復学。1947年東京商科大学学部卒業（卒業論文「シュタムラーの法哲学」）。1947年から1952年まで東京商科大学特別研究生として田上穣治に師事。
1952年東京商科大学講師、1956年一橋大学法学部助教授。1957年から1959年までアレキサンダー・フォン・フンボルト財団奨学生としてシュパイアー行政大学院およびハイデルベルク大学に留学しカール・ヘルマン・ウーレ等に師事。1962年一橋大学法学部教授、1969年から1972年まで一橋大学法学部長及び評議員。1985年一橋大学を停年退官し一橋大学名誉教授の称号を受ける。同年日本大学法学部教授就任。この間埼玉大学、山形大学人文学部等でも非常勤講師として教鞭をとる。
また比較憲法学会顧問や、1971年から労働省公共企業体等労働委員会公益委員（1983年から会長代理）、1972年から1977年まで特許庁弁理士審査会臨時委員、1973年から1982年まで郵政省電波監理審議会委員（1981年から1982年まで会長代理）、1980年から行政管理庁オンブズマン制度研究会委員、1980年から建設省公共用地審議会委員、1983年から郵政省郵政審議会委員、1985年から郵政省郵務局「二十一世紀に向けての郵便のあり方に関する調査研究会」座長等を歴任。東京第二弁護士会所属の弁護士としても活動。1997年、勲二等瑞宝章を受章。2010年1月、東京都青梅市の病院で死去。享年87。叙正四位。
指導学生に、三木義一（青山学院大学長）、藤原静雄（中央大学教授、個人情報保護委員会委員長）、高橋滋（一橋大学名誉教授）、山田洋（一橋大学名誉教授）、山岸敬子（明治大学教授）、今村哲也（明治大学教授）、鈴木庸夫（千葉大学名誉教授）等がいる。他に、市原ゼミナール出身者としては山浦善樹（最高裁判所裁判官）、伊藤庄平（元労働事務次官、元労働者健康福祉機構理事長）等がいる。